# Omega2 Aquilae
Título a ser usado para criar uma ligação interna é Omega2 Aquilae.
Omega2 Aquilae (29 Aquilae) é uma estrela na direção da constelação de Aquila. Possui uma ascensão reta de 19h 19m 53.04s e uma declinação de +11° 32′ 05.7″. Sua magnitude aparente é igual a 6.03. Considerando sua distância de 278 anos-luz em relação à Terra, sua magnitude absoluta é igual a 1.37. Pertence à classe espectral A2V.